# Flemming Christensen
Flemming Christensen (Copenaghen, 10 aprile 1958) è un allenatore di calcio ed ex calciatore danese, di ruolo attaccante.

## Palmarès

### Giocatore

#### Club
- Campionato danese: 2

Lyngby: 1982-1983, 1991-1992
- Coppa di Danimarca: 3

Lyngby: 1983-1984, 1984-1985, 1989-1990

#### Individuale
- Capocannoniere del campionato danese: 1

1989 (14 reti)